# 데이토나 USA 2
《데이토나 USA 2》(Daytona USA 2)는 세가의 자회사인 세가 AM2가 개발한 데이토나 USA의 후속작이며, 1998년에 출시된 오락실 전용 레이싱 게임이다. 전작과 달리, MODEL3 기판을 사용하여 그래픽이 더욱 강화되었다.

## 버전
이 게임은 2가지 버전이 있다.
- 배틀 온 더 엣지(Battle On The Edge) : 초기 버전.
- 파워 에디션(Power Edition) : 하위 버전. 전작에서 프레임 드랍이 심했던 초급자 코스가 세가 인터내셔널 서킷으로 바뀌는 등 코스에 약간의 차이가 있으며, 전작에 등장하였던 '호넷'이 리메이크 되어 추가되었다. 또한 'MIX'라는 이름으로 모든 난이도 코스가 섞인 챌린지 코스가 추가되었다. 자세한 사항은 아래의 항목 참조.

## 코스
이 게임은 3가지 코스가 있다.

### 초급 - 아스트로 워터폴 스피드웨이/세가 인터내셔널 스피드웨이(Astro Waterfall Speedway/SEGA International Speedway)
첫 번째 이름은 배틀 온 더 엣지, 두 번째 이름은 파워 에디션으로 친다.
- 레이스 이름: 세가 300
- 코스 유형: 1마일 스피드웨이
- 주행 횟수(스탠다드 모드): 8
- 출전 차량 수: 40
- BGM: 'Slingshot'
- 턴수: 3
- 난이도: 초급(Beginner)

참고 : 플레이어는 40대 차량 중 가장 마지막 위치에 롤링 스타트로 진행한다.
이 코스는 배틀 온 더 엣지의 경우, 숲을 테마로 하고 둥근 유리 지붕이 설치된 실내 자동차 경기장으로 등장한다. 150,000명의 구경꾼들이 방문하여 꽤나 큰 인기를 끌고 자연을 모티브로 하였으며, 가다 보면 폭포도 볼 수 있다.
한편 파워 에디션의 경우, 둥근 유리 지붕이 없고 나스카 경기장과 유사한 실외 자동차 경기장으로 등장한다.
2가지 버전 모두 광고판이 설치되어 있다.

### 중급 - 조이폴리스 2020 어뮤즈먼트 파크(Joypolis 2020 Amusement Park)
- 레이스 이름: 파이레츠 트레져 400
- 코스 유형: 2.25마일 로드 코스
- 주행 횟수(스탠다드 모드): 4
- 출전 차량 수: 20
- BGM: 'I can do it'
- 턴수: 10
- 난이도: 중급(Advanced)

참고 : 배틀 온 더 엣지의 경우 마지막 턴에 게임워크스 광고판이 나왔지만, 파워 에디션의 경우에는 어떤 이유에서인지 이 광고판이 철거되었다.
이 코스는 일본의 놀이공원명인 조이폴리스를 따서 놀이공원을 테마로 한다. 따라서 경주를 하다 보면 바이킹, 회전형 로켓 기구, 성, 유령의 집, 그리고 얼음산을 모형으로 설치된 롤러코스터를 볼 수 있다.
이 게임의 코스중에서 유일하게 변경되지 않은 코스이기도 하다.

### 상급 - 버추어 시티/뉴 조크 시티(Virtua City/New Joke City)
- 레이스 이름: 스카이스크래퍼 500
- 코스 유형: 5.75마일 스트리트 서킷
- 주행 횟수(스탠다드 모드): 2
- 출전 차량 수: 30
- BGM: 'Skyscraper Sequence'
- 턴수: 30
- 난이도: 상급(Expert)

이 코스는 도시에서 열리는 자동차 경주 대회이며, 대도시를 지나치다 보면 터널도 있다.

### 챌린지 코스
- 코스 유형: 9마일 마라톤 코스
- 주행 횟수: 1(출발 지점부터 도착 지점까지)
- 출전 차량 수: 30
- BGM: 3가지 코스에 각각 수록된 배경음악이 섞여있다.
- 턴수: 47

이 코스는 파워 에디션에만 등장한 마라톤 코스이다. 중급 코스에서 시작하여 상급 코스를 지나서 초급 코스에서 1바퀴만 돌면 경기가 끝난다.

## 출전 차량
이 게임에 등장하는 차량은 배틀 온 더 엣지의 경우 3대이지만, 파워 에디션의 경우 4대이다.

### 첨스 슈가리스 껌 레이싱/J.C. 이글 프로패셔널 툴스 레이싱(Chum's Sugarless Gum Racing/J.C. Eagle Professional Tools Racing)
위에 써있는 자동차만 첫 번째 이름은 배틀 온 더 엣지, 두 번째 이름은 파워 에디션으로 친다. 나머지 차량은 그대로 유지된다.
- 이 차를 타는 선수: 조니 브라운
- 난이도: 쉬움, 처음 하시는 사람들께 권장한다.
- 최고 속도: 201mph(자동), 204mph(수동)

초보자 전용 차량. 그립은 좋지만 그 여파인지 드리프트가 쉽지 않다.

### 스콜피오 플라즈마 배터리스 레이싱(Scorpio Plasma Batteries Racing)
- 이 차를 타는 선수: 노엘 브라운
- 난이도: 보통, 조금 경험이 있는 사람들께 권장한다.
- 최고 속도: 206mph(자동), 208mph(수동)

중급자 전용 차량. 드리프트도 수월하고 여러모로 우수하지만 드리프트에 자신있는 사람은 고급 난이도 차량이나 호넷 클래식을 추천한다.

### 팬텀 풀-포스 에너지 드링크 레이싱(Phanthom Full-Force Energy Drink Racing)
- 이 차를 타는 선수: 밋치 브라운
- 난이도: 어려움, 전문가에게 권장한다.
- 최고 속도: 209mph(자동), 212mph(수동)

고급자 전용 차량. 드리프트 성능은 최상이지만 재가속이 취약하다. 말 그대로 부딪히지 않고 달릴 수 있는 고급자들에게 추천.

### 호넷 "클래식" 하이-클래스 레이싱(Hornet "Classic" High-Class Racing)
- 이 차를 타는 선수: 톰 브라운
- 난이도: 특별함, 데이토나 USA에서 등장한 차를 원하는 사람들께 권장한다.
- 최고 속도: 197mph(자동), 203mph(수동)

전작인 데이토나 USA에 등장했었던 그 호넷dl 맞지만, 그때와는 미묘하게 감각이 다르다.

## 같이 보기
- 데이토나 USA